# Município de Millcreek (Ohio)
O município de Millcreek (em inglês: Millcreek Township) é um município localizado no condado de Union no estado estadounidense de Ohio. No ano de 2010 tinha uma população de 1.305 habitantes e uma densidade populacional de 23,31 pessoas por km².

## Geografia
O município de Millcreek encontra-se localizado nas coordenadas 40° 12′ 15″ N, 83° 13′ 57″ O. Segundo a Departamento do Censo dos Estados Unidos, o município tem uma superfície total de 55.98 km², da qual 55,52 km² correspondem a terra firme e (0,83 %) 0,46 km² é água.

## Demografia
Segundo o censo de 2010, tinha 1.305 habitantes residindo no município de Millcreek. A densidade populacional era de 23,31 hab./km². Dos 1.305 habitantes, o município de Millcreek estava composto pelo 97,39 % brancos, o 0,15 % eram afroamericanos, o 0,08 % eram amerindios, o 0,38 % eram asiáticos, o 0,46 % eram de outras raças e o 1,53 % eram de uma mistura de raças. Do total da população o 1,15 % eram hispanos ou latinos de qualquer raça.